# 越南鼬獾
越南鼬獾（学名：Melogale cucphuongensis），一种分布于越南和中华人民共和国福建省等地区的哺乳动物，隶属于鼬科鼬獾属。模式产地为越南宁平省菊芳国家公园。